# À la recherche du scorpion d'or
Pour plus de détails, voir Fiche technique et Distribution.
À la recherche du scorpion d'or (Caccia allo scorpione d'oro) est un film italien sorti en 1991 et réalisé par Umberto Lenzi.
Avant-dernier long-métrage d'Umberto Lenzi, ce film est souvent décrit comme un avatar tardif de la saga Indiana Jones destiné au cinéma d’exportation pour des marchés mineurs.

## Fiche technique
Sauf indication contraire, les informations mentionnées dans cette section peuvent être confirmées par la base de données cinématographiques IMDb,  présente dans la section « Liens externes ».
- Titre français : À la recherche du scorpion d'or (titre de la vidéocassette)
- Titre original italien : Caccia allo scorpione d'oro[4]
- Réalisateur : Umberto Lenzi
- Scénario : Olga Pehar, Umberto Lenzi
- Photographie : Maurizio Dell'Orco
- Montage : Alberto Moriani (it)
- Musique : Franco Micalizzi
- Production : 	Giuseppe Gargiulo
- Sociétés de production : The Filmakers Group
- Pays de production :  Italie
- Langue de tournage : italien
- Format : Couleur - Son mono - 35 mm
- Genre : Aventures
- Durée : 100 minutes (1 h 40)
- Dates de sortie :	
  - États-Unis : mars 1991

## Distribution
- Andy J. Forest : Jim Foster
- Christine Leigh : Mary Maitland
- David Brandon (it) : Tom Maitland
- Philip Wagner
- Dennis Bourke (sous le nom de Denis Bourke) : McDonald
- Cristina Amadeo
- Max Suara
- Renato Coutinho
- Cecil Thiré (pt)
- Fernando Reski
- Claudioney Penedo (sous le nom de Claudio Ney Penedo)
- Fatima Jour
- John Stanley (sous le nom de John Stanley Pickson)
- Bernardo Jablonski
- Franco Fantasia (sous le nom de Frank Farrell) : Le tueur
- Tânia Scher (sous le nom de Tania Scheer)
- Roger Barcellari
- Leonardo Franco (sous le nom de Leonard Franco)
- Marcia Chaves
- Bernard Zanuck
- Ronnie G. Villard
- Carlos Couto